# Alonso de Góngora Marmolejo
Alonso de Góngora Marmolejo (Carmona, 1523 – 1575) è stato uno storico e conquistador spagnolo che partecipò alla prima fase della conquista e colonizzazione del Regno del Cile. Fu anche l'autore dell'opera Historia de Todas las Cosas que han Acaecido en el Reino de Chile y de los que lo han gobernado (1536-1575) (Storia di tutte le cose successe nel Regno del Cile e di coloro che lo hanno governato (1536-1575)).

## Biografia
Marmolejo nacque a Carmona, in Andalusia, nel 1523. Era il figlio del regiador della città. Nell'aprile del 1551 andò come soldato a Santiago del Cile e, poco dopo, venne trasferito a Concepción per unirsi alla spedizione che Pedro de Valdivia aveva organizzato per proseguire le sue conquiste a sud. Partecipò alla fondazione di Valdivia, dove visse venendo nominato regidor nel 1555. Nel 1557 se ne andò via mare da Valdivia per servire con Don Garcia de Mendoza su Quiriquina. Fece parte della compagnia del forte di Tucapel, aiutando a controbattere l'attacco di Caupolicán al forte, conclusosi con la cattura e l'esecuzione del ribelle. Don Garcia nominò Marmolejo encomendero di Cañete, dove fu anche regidor nel 1558 e 1559. Si trovava a Santiago, nel giugno del 1561, quando Francisco de Villagra prese momentaneamente il controllo, ed è probabile che abbia accompagnato Villagra nella sua campagna verso sud. Persuaso da Pedro de Villagra, tornò a Valdivia dove divenne ufficiale Reale. Nel 1571 fu corregidor di Villarrica. Nel 1575 Rodrigo de Quiroga lo nominò giudice investigatore degli sciamani indigeni, ma alla fine di quell'anno morì.
Marmolejo fu testimone oculare e, basandosi anche su altri resoconti, raccontò gli eventi del tempo. La sua opera tentò di mantenere una visione imparziale ed è stata considerata dagli storici del tempo come una delle fonti più autorevoli. Il suo stile di scrittura, essendo quello di un soldato e non di un uomo di scienza, è diretto e semplice. Si crede che la sua opera sia stata ispirata dalla pubblicazione del "La Araucana" di Alonso de Ercilla.